# Letuška 1. třídy
Letuška 1. třídy (anglicky View from the Top) je americký film natočený v roce 2003 režisérem Brunem Barretem. Jedná se o romantickou komedii o dívce, která léta šla za svým cílem, stát se profesionální letuškou na mezinárodních linkách společnosti Royality Airlines.

## Hlavní představitelé
| Gwyneth Paltrow     | Donna Jensen - Letuška |
| Christina Applegate | Christine Montgomery   |
| Mark Ruffalo        | Ted Stewart            |
| Candice Bergen      | Sally Weston           |
| Joshua Malina       | Randy Jones            |
| Kelly Prestonová    | Sherry                 |
| Rob Lowe            | Pilot Steve Bench      |
| Mike Myers          | John Witney            |
| Marc Blucas         | Tommy Boulay           |
| Stacey Dash         | Angela Samona          |
| Jon Polito          | Roy Roby               |
| Concetta Tomei      | Mrs. Stewart           |
| Robyn Peterson      | Donna's Mom            |
| Nadia Dajani        | Paige                  |
| John Francis Daley  | Rodney                 |

## Děj
Hlavní hrdinkou filmu je Donna Jensenová, dívka z maloměsta Silversprings uprostřed nevadské pustiny. Své dětství prožila se svou matkou, bývalou striptérkou, a s jejími milenci, kteří u nich však moc dlouho nepobývali. Většinou se jednalo o gamblery, alkoholiky apod. Donna se svým domovem, jímž byl starý opotřebovaný přívěs, nebyla nikdy spokojená. Při oslavě narozenin si Donna přála, aby se dostala co nejdál od Silversprings, tak daleko jak jen je to možné. Na střední škole chodila s jedním klukem, s nímž si myslela, že založí rodinu a bude s ním žít normální život. Po maturitě se jí podařilo získat si zaměstnání v supermarketu v oddělení zavazadel. Zde získala svojí lásku k letadlům a cestování vůbec. Po několika letech se sní přítel rozešel na přání k narozeninám a Donna poté dává výpověď v obchoďáku a přemýšlí, že se stane alkoholičkou. Ovšem v restauraci zaslechne interview se světoznámou letuškou Sally Westonovou, která zamlada vedla stejný život jako Donna a přesto se z ní stala nejznámější letuška a autorka knihy Můj život v oblacích. Donna se proto přestěhuje do jiného města, kde nastoupí rovnou jako letuška u Sierra Airlines, jedné z nejhorších aerolinek v USA, ale bohužel každý musí někde začít. Létá se s pěti letadly s Laughlinu do Fresna a jednou týdně do Bakersfieldu. Donnin první let letadlem byl přímo katastrofální, Donna se bála a přitom i vyděsila pasažéry. U Sierra Airlines však nikdy nikoho nepropustí, protože málokdo chce tuto práci dělat. Po letech práce v Sierra Airlines se Donna se svou kamarádkou z letadla Cristine rozhodnou jít pracovat ke společnosti Royality Airlines. Na pracovním veletrhu jsou přijaté, ovšem něž nastoupí musí absolvovat kurz na letušku.
Donna a Cristine jsou ubytovány ve společném pokoji Royality Airlines. Donna uvidí nějaký Cristinin dopis plný srdíček místo teček nad písmeny i a j a ptá se jí, proč ty srdíčka kreslí. Cristine jí odpoví, že je to její poznávací značka. Zájemkyně o pozice letušky u Royality Airlines jsou pozvány na večer k Sally Westonové, kde jim ona vypráví svůj příběh o tom jak začínala a jak se seznámila s manželem. Vypráví jim o tom, jak během letu, kde se seznámili, její (tehdy ještě budoucí) manžel chtěl každou chvíli oříšky. Po ukončení letu, když se letadlo uklízelo, bylo pod jeho sedadlem mnoho sáčků s oříšky, takže Sally pochopila, že nechtěl oříšky, ale že chtěl vidět ji. Donna je Sally sympatická, připomíná jí samu sebe v dobách, kdy začínala jako letuška. Donna si musí odskočit na záchod, kde natrefí na Cristine, která si strká do kabelky mýdla ve tvaru letadla ze Sallyniny toalety.
Donna je velmi ambiciózní a v kurzu se jí daří dobře. Při testech však záhadně dopadne nejhůř a je poslána na místní linky. Po nějaké době si najde také přítele, do kterého se zamiluje. Její přítel jí nabídne strávit Vánoce s jeho rodinou, což Donna zpočátku odmítá, ale nakonec se nechá přesvědčit. Od rodiny jejího přítele dostane jeden speciální dárek, červený svetr, který nosí každý člen rodiny. Donna je nadšená a přiznává, že netušila, že Vánoce se nechají strávit i příjemně, a nikoliv jenom tak, jak je trávila, když byla malá, což se jí moc nelíbilo.
Po čase navštíví Sally Westonovou a svěřuje se jí, jak dopadla. Sally si vyžádá Donnin test a když jí ho faxem pošlou, Donna zjistí, že je plný srdíček a pochopí, že Cristine vyměnila jejich testy. Sally se zmíní, že po návštěvě budoucích letušek u ní doma zjistila, že ji na toaletě chybí mýdla. Sally kontaktuje Royality Airlines a upozorní je, že je Cristine zřejmě okrádá, což se potvrdí. Sally zajistí Donnino přezkoušení, což je sice u Royality Airlines nestandardní postup, nicméně u testu získá plný počet bodů. Protože po úspěšném absolvování testu je přijata na mezinárodní linky, rozchází se s přítelem a stěhuje se do jiného města.
Konečně se jí splnil její sen, je letuškou na mezinárodních linkách a ještě k tomu v 1. třídě. Před Donniným prvním letem jí navštíví v letadle Cristine, vyčítá jí, že jí udala a poperou se. Cristine je pak odvedena bezpečnostní službou.
Díky své práci Donna navštíví Paříž, New York, Káhiru a mnoho dalších míst. Ale k jejímu štěstí pořád něco schází, a tím něčím je láska. Donna vede život osaměle a bez nikoho. Na předvánoční párty u jedné z kamarádek této kamarádce volají z Royality Airlines, že má naplánovaný let do Paříže, kde zůstane přes Vánoce. Protože kamarádka už má rodinu, Donna se nabídne, že poletí místo ní, protože strávit Vánoce v Paříži byl její sen. Po několika dnech si ale připadá opuštěná a sama. Na pařížském letišti potká Donna Sally a povídají si o životě a o tom, že si připadá opuštěná i přesto, že udělal všechno tak, jak Sally napsala v její knize Můj život v oblacích. Sally jí odpoví, že její knihu nejspíše špatně četla, protože ona v knize napsala, že pro šťastný život je potřeba partner. Sally se nabídne, že vezme službu letušky na Donniném zpátečním letu za ní, aby se Donna mohla vrátit do USA za svým expřítelem, se kterým se seznámila, když ještě pracovala na vnitrostátních linkách. Obleče si rodinný svetr, který dostala od jeho rodiny a jede za ním domů. Začne s ním žít a stává se z ní nakonec pilotka.